# Вашингтон (окръг, Ню Йорк)
Вижте пояснителната страница за други населени места с името Вашингтон.
Окръг Вашингтон (на английски: Washington County) е окръг в щата Ню Йорк, Съединени американски щати. Площта му е 2191 km², а населението - 61 620 души (2017). Административен център е град Форт Едуард.